# Odenplan
Odenplan – plac w Sztokholmie, leży w dzielnicy Norrmalm, w rejonie Vasastan. Nazwa została nadana na cześć nordyckiego boga, Odyna.
Plac ma kształt trójkąta i zlokalizowany jest u wlotu Karlbergsvägen do Odengatan, od zachodu ogranicza go Upplandsgatan. Dochodzą tutaj także Vegagatan i Norrtullsgatan.

## Wygląd i otoczenie
Zachodnia część Odenplanu ma charakter parkowy z ławkami i budkami z jedzeniem. Wschodnia zaś jest otwarta, znajduje się tutaj także modernistyczne wejście do stacji metra Odenplan, które zaprojektował Erik Glemme.
Od 2010 trwa budowa podziemnej stacji kolejowej Stockholm Odenplan, w związku z tym plac został zamknięty dla publiczności, wycięto również drzewa. Po zakończeniu prac powstanie wówczas wspólne wejście do stacji kolejowej i metra, a plac ma powrócić do swojego dawnego wyglądu.
Kilkakrotnie proponowano by powiększyć Odenplan o odcinek Upplandsgatan, tak by kościół Gustawa Wazy stał się częścią placu, który rozciągał by się do Västmannagatan. Władze miasta nie doszły jednak do porozumienia i projektów jak dotąd nie wprowadzono w życie.

## Komunikacja
Obecnie na Odenplan można dotrzeć metrem (linie T17, T18 i T19) oraz 13 liniami autobusowymi, w tym Blåbuss 2 i 4. Po oddaniu do użytku tunelu Citybanan w 2017 i otwarciu stacji kolejowej, na której zatrzymywać będą się pociągi pendeltåg Odenplan stanie się wówczas jednym z najważniejszych miejsc przesiadkowych w aglomeracji sztokholmskiej.
W przeszłości kursowały tutaj tramwaje, w latach 40. XX wieku było to pięć linii, pod koniec działalności tramwajów w 1967 tylko dwie.

## Odenplan w filmie
W filmie reżyserii Bo Widerberga Człowiek na dachu (szw. Mannen på taket) na Odenplanie rozbija się helikopter.